# Færing

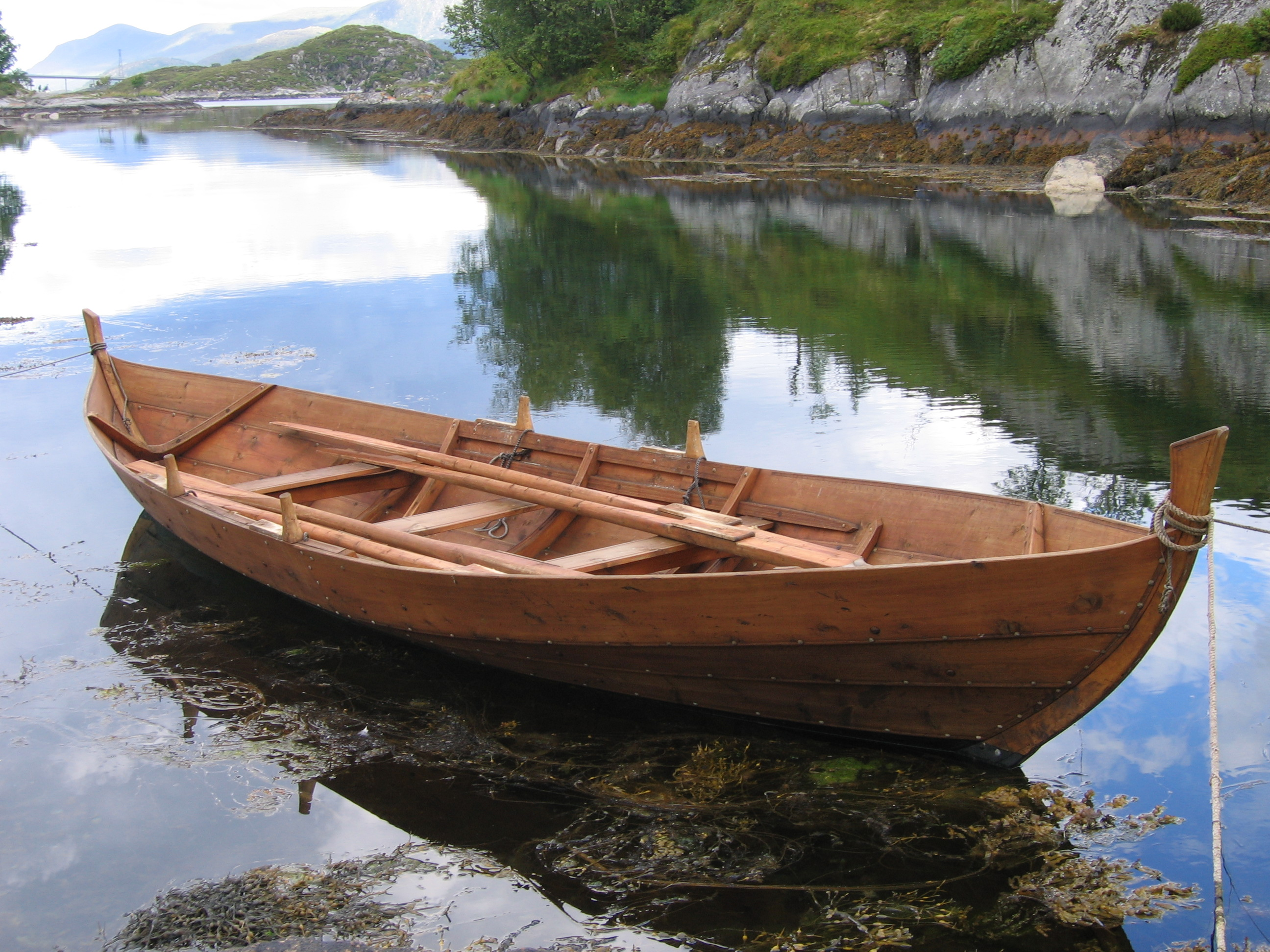
Un faering à quatre rames de la région de Sunnmøre.

Un færing est un type de bateau de pêche traditionnel scandinave en bois, à rames et parfois à voile. Il est le plus petit des types de bateaux de Nordland (5 à 6 m environ ).

## Étymologie et sémantique
Son nom vient du norvégien færing (Feræringr en vieux norrois), se référant à quatre avirons. Ce bateau est parfois désigné sous le nom d'oselvar, terme qui désigne en toute rigueur un faering de la région d'Os.

## Historique

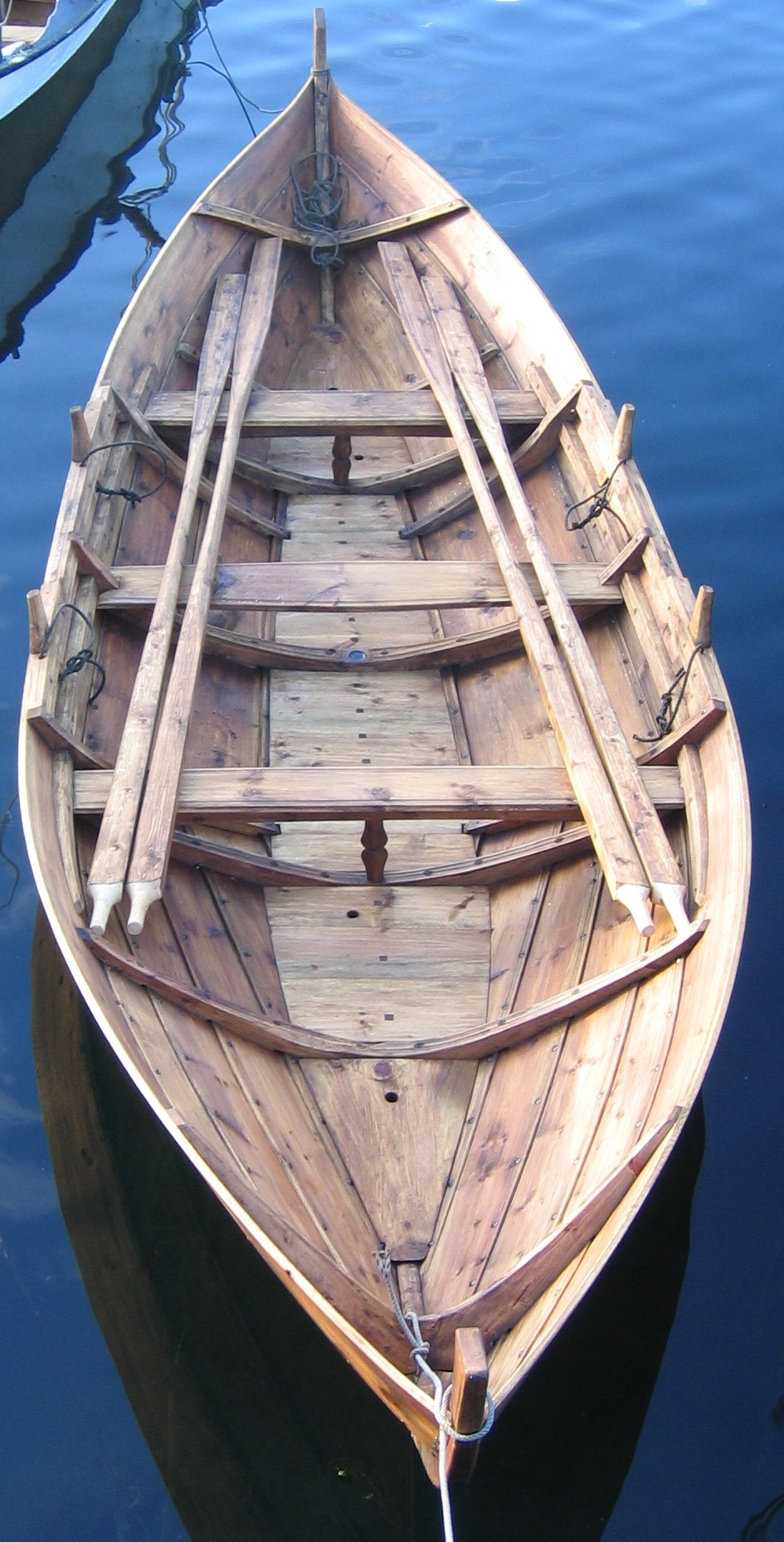
Vue de dessus.

Ce type de bateau qui remonte à l'époque viking en Norvège. Des petits bateau retrouvé à Gokstad et datant du IXe siècle ressemblent à ceux encore utilisés dans l'ouest et le nord de la Norvège et témoignent d'une longue tradition de construction de bateaux.
En raison d'un commerce de rogue (œufs de morue dans de la saumure) entre la Norvège et la France, à l'époque de la pêche à la sardine au filet droit, il y a eu quelques færings en France (Douarnenez, Rouen).

## Description
Cette embarcation en bois est manœuvrée à l'aviron et parfois à la voile (mât amovible). Historiquement, le færing était surtout utilisé à l'aviron car la configuration géographique des fjords dans lesquels naviguent ces bateaux rend la direction et l'intensité des vents peu constants. Lorsqu'il est gréé, on trouve généralement une grand-voile à livarde et un foc. Les bateaux anciens étaient gréés d'une voile que l'on pourrait catégoriser entre le gréement carré et le gréement au tiers.
Le bois utilisé est principalement le pin, très présent dans les pays scandinaves. Les lignes du færing sont très harmonieuses, rendant la nage aisée, il n'est pas ponté.
Le bateau est construit en bordage à clin : les planches superposées et rivetées  selon un savoir-faire local. Sa longueur peut varier de 5  à   6,10 m,. De conception presque amphidrome, la proue et la poupe sont relevés.

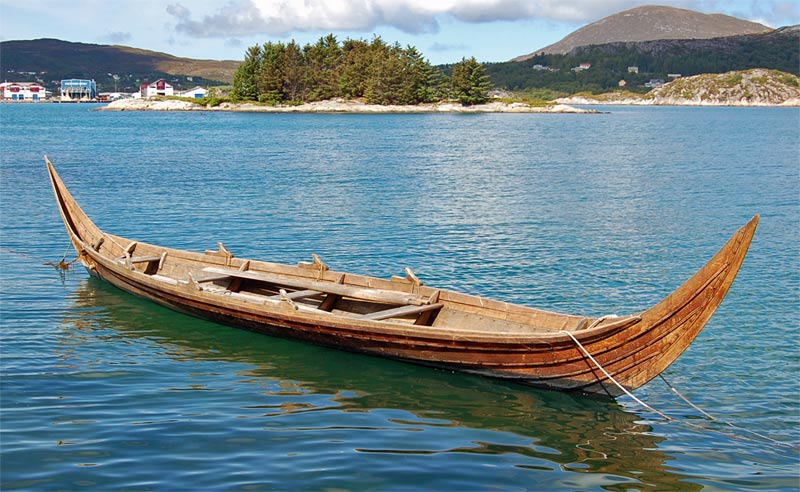
Réplique d'un færing, le bordage à clin est bien visible.